# 1832년 미국 대통령 선거
1832년 미국 대통령 선거는 1832년 미국에서 치러진 대통령 선거로, 앤드류 잭슨 대통령이 재선에 성공한다

## 후보선출

### 반프리메이슨당
| 득표순위 | 이름        | 득표수   | 득표율 | 비고        |
| -------- | ----------- | -------- | ------ | ----------- |
| 1        | 윌리엄 워트 | 108      | 99.1%  | 대통령 후보 |
| 2        | 리차드 러시 | 1        | 0.9%   |             |
| 총투표수 | 총투표수    | 총투표수 | 109    |             |

| 득표순위 | 이름            | 득표수   | 득표율 | 비고        |
| -------- | --------------- | -------- | ------ | ----------- |
| 1        | 에이머스 엘마커 | 108      | 99.1%  | 부통령 후보 |
| 2        | 존 스펜서       | 1        | 0.9%   |             |
| 총투표수 | 총투표수        | 총투표수 | 109    |             |

1831년 9월, 반 프리메이슨 당은 미국 최초로 전당대회를 개최, 윌리엄 워트 전 장군을 대통령 후보로, 에이머스 엘마커 전 국방장관을 부통령 후보로 선출한다

### 국민공화당
1831년 11월, 국민공화당 전당대회는 헨리 클레이 전 국무장관을 대통령 후보로, 존 서젼트 전 장군을 부통령 후보로 지명한다

### 민주당
| 득표순위 | 이름         | 득표수   | 득표율 | 비고        |
| -------- | ------------ | -------- | ------ | ----------- |
| 1        | 마틴 밴 뷰런 | 85       | 73.5%  | 부통령 후보 |
| 2        | 필립 바버    | 49       | 17.3%  |             |
| 3        | 리차드 존슨  | 26       | 9.2%   |             |
| 총투표수 | 총투표수     | 총투표수 | 283    |             |

앤드류 잭슨 대통령의 견제로, 존 컬훈 부통령이 출마하지 못한 상황에서, 1832년 5월 민주당 전당대회는 잭슨 대통령을 대통령 후보로, 그의 지지를 받은 마틴 밴 뷰런 전 국방장관을 부통령 후보로 지명한다

## 선거
선거는 제2합중국은행을 중심으로 전개됐다. 은행을 싫어했던 잭슨 대통령은 은행법 개정안에 거부권을 행사했고 연방예금을 철회했다. 이에 클레이 후보는 그의 거부권 행사를 '제왕적'이라며 공격했으나, 이는 역풍을 불러일으켰다.

## 선거 결과
| 대통령 후보 | 정당           | 근거지   | 득표수    | 지지율  | 선거인단 득표 |
| ----------- | -------------- | -------- | --------- | ------- | ------------- |
| 앤드류 잭슨 | 민주당         | 테네시   | 701,780   | 54.2%   | 219           |
| 헨리 클레이 | 국민공화당     | 켄터키   | 484,205   | 37.4%   | 49            |
| 존 플로이드 | 연방무효당     | 버지니아 | ?         | ?       | 11            |
| 윌리엄 워트 | 반프리메이슨당 | 메릴랜드 | 100,715   | 7.8%    | 7             |
| 계          | 계             | 계       | 1,293,973 | 100.00% | 286           |

| 부통령 후보     | 정당           | 근거지       | 선거인단 득표 |
| --------------- | -------------- | ------------ | ------------- |
| 마틴 밴 뷰런    | 민주당         | 뉴욕         | 189           |
| 존 서젼트       | 국민공화당     | 펜실베이니아 | 49            |
| 윌리엄 윌킨스   | 민주당         | 펜실베이니아 | 30            |
| 헨리 리         | 연방무효당     | 매사추세츠   | 11            |
| 에이머스 엘마커 | 반프리메이슨당 | 펜실베이니아 | 7             |
| 계              | 계             | 계           | 286           |

## 같이 보기
- 1832년 미국 하원의원 선거
- 1832년 미국 상원의원 선거